# (1963) Bezovec
(1963) Bezovec (1975 CB) – planetoida z grupy pasa głównego asteroid okrążająca Słońce w ciągu 3,77 lat w średniej odległości 2,42 j.a. Odkryta 9 lutego 1975 roku.